# Kalapuyatalen

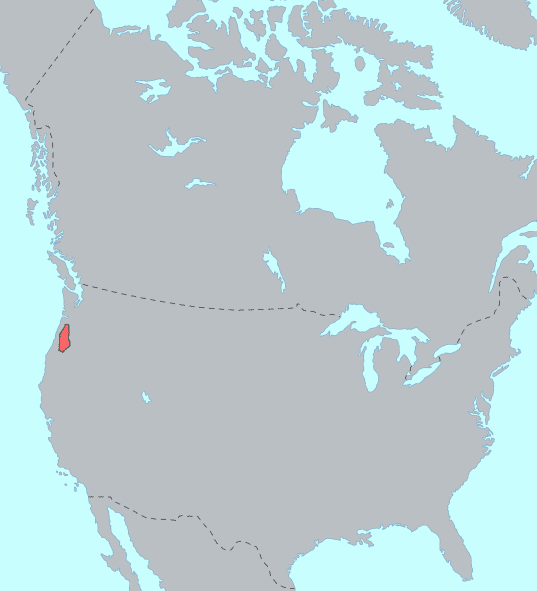
De oorspronkelijke verbreiding van de Kalapuyatalen.

De Kalapuyatalen zijn een familie van indiaanse talen die gesproken werden door de Kalapuya, een volk dat in de Willamette Valley in het westen van Oregon in de Verenigde Staten woonde. De familie bestaat uit drie talen, tegenwoordig alle drie uitgestorven:
- Noordelijk Kalapuya of Tualatin-Yamhill
- Centraal Kalapuya of Santiam
- Yoncalla of Zuidelijk Kalapuya

De Kalapuyatalen zijn niet nauw verwant met andere talen. Wel is verondersteld dat ze deel zouden uitmaken van de voorgestelde familie van de Penutische talen, maar de verwantschap tussen de talen in de Penutische familie is niet bewezen. Binnen deze familie zouden de Kalapuyatalen deel uitmaken van het zogenaamde Oregon Penutisch, een tak waartoe ook Alsea, Siuslaw en de Coostalen gerekend worden.